# Ophiomyia verbenivora
Ophiomyia verbenivora este o specie de muște din genul Ophiomyia, familia Agromyzidae, descrisă de Valladares în anul 1986. Conform Catalogue of Life specia Ophiomyia verbenivora nu are subspecii cunoscute.